# UTC+5:40
UTC+5:40 werd soms gebruikt als een schatting van de tijdzone voor Nepaltijd (NPT) in Nepal, die was gebaseerd op de gemiddelde tijd in Kathmandu (UTC+5:41:16). In 1986 werd Nepaltijd veranderd naar UTC+5:45.